# Claude Gabriel de Choisy
Claude Gabriel, marqués de Choisy, (Moulins, 27 de enero de 1723-Vitry-le-François, 3 de julio de 1797) fue un soldado francés que se distinguió durante la Guerra de Independencia de los Estados Unidos y durante la Revolución francesa.

## Biografía
Claude-Gabriel de Choisy era hijo de Claude de Choisy y Pétronille Jolliard.
Entró en el servicio militar el 16 de junio de 1741, como voluntario en el regimiento de Mortemart, luego en la caballería del regimiento de arcabuceros de Grassin el 1 de enero de 1744. Fue nombrado capitán el 15 de diciembre de 1758, mayor el 23 de abril de 1763, con el grado de teniente coronel, luego teniente coronel el 26 de diciembre de 1768.

### Campaña en Polonia
Intervino, bajo las órdenes del general Vioménil, en las batallas que tuvieron lugar en la Confederación de Bar en 1772. Mediante un audaz golpe de Estado, capturó el Castillo de Wawel, en Cracovia, que ocupó con seiscientos o setecientos hombres y luchó durante 45 días contra las tropas del general Aleksandr Suvórov antes de rendir la plaza. Hecho prisionero, fue conducido a la fortaleza de Smolensk y no fue liberado hasta finales de 1773.
Fue nombrado brigadier el 24 de marzo de 1772 como recompensa por su conducta en el asedio de Cracovia:

«El señor de Choisy, teniente coronel de la legión de Lorena, planeó y ejecutó, con tanta prudencia como valor y éxito, el ataque al castillo de Cracovia; se distinguió allí por esta acción de muy superior índole, y el rey, para señalarle, con una gracia particular, la opinión que tenía de su conducta, en esta ocasión, le concedió el grado de brigadier.»

Fue nombrado comendador de San Luis el 28 de octubre de 1774.
Inscrito en el regimiento de Dragones de Condé el 5 de diciembre de 1776, nombrado maestre de campo del 4.º regimiento de cazadores a caballo el 29 de enero de 1779. Dejó este regimiento para participar en la campaña norteamericana.

### Campaña en América del Norte
Hizo campaña como brigadier en el ejército del conde de Rochambeau .
Partió hacia las colonias inglesas de América del Norte y se distinguió en la Legión Lauzun. En la batalla de Yorktown, George Washington, aunque ostentaba el rango de general de brigada, lo eligió como su mariscal de campo.
Fue ascendido a mariscal de campo el 5 de diciembre de 1781 tras la rendición de Yorktown. Regresó a Francia con el ejército auxiliar del Conde de Rochambeau.

### General de la Revolución
Trabajó en la Baja Alsacia el 1 de junio de 1790.
Fue nombrado teniente general al mando de la 5 división militar el 20 de mayo de 1791.
El gobierno revolucionario, que acababa de publicar el 26 de octubre de 1791, el decreto de adhesión de Aviñón y del condado de Venaissin a Francia, envió «comisionados civiles» que estaban escoltados por tropas puestas bajo el mando del general de Choisy (con el 9.º de Dragones) el 15 de febrero de 1792. Fue condecorado con la Gran Cruz de San Luis el 7 de marzo de 1792. Al llegar allí, ordenaron detenciones y procesamientos tras la Masacre de la Glacière, pero el 19 de marzo de 1792 una amnistía general votada por la Asamblea Legislativa puso fin a la investigación.
Dimitió el 7 de mayo de 1792 por motivos de salud y obtuvo una pensión de 10 000 francos el 4 de febrero de 1793, reducida a 4000 francos el 23 de septiembre de 1799.